# Wilhelm Dorsch

Wilhelm Dorsch

Wilhelm Dorsch (in amtlichen Dokumenten Wilhelm Dorsch II.) (* 25. Oktober 1868 in Wölfersheim; † 27. Februar 1939 ebenda) war ein hessischer Politiker (Hessischer Bauernbund, DNVP, Christlich-Nationale Bauern- und Landvolkpartei) und ehemaliger Abgeordneter der 2. Kammer der Landstände des Großherzogtums Hessen, des Landtags des Volksstaates Hessen und des Reichstags der Weimarer Republik.

## Familie
Wilhelm Dorsch war der Sohn des Landwirts Adam Dorsch und seiner Frau Marie Dorsch, geborene Münzner. Er war evangelisch und blieb bis zu seinem Tode ledig.

## Ausbildung und Beruf
Wilhelm Dorsch besuchte die Volksschule und die Fortbildungsschule und war danach im elterlichen landwirtschaftlichen Betrieb tätig.

## Politik
Wilhelm Dorsch war Mitbegründer des Hessischen Bauernbundes. Von 1911 bis 1918 war er für den Wahlbezirk Oberhessen 12 (Nidda) Mitglied der zweiten Kammer der Landstände des Großherzogtums Hessen. Nach der Novemberrevolution war er 1918 bis 1921 Mitglied des Landtags des Volksstaates Hessen.
5 Wahlperioden lang gehörte er dem Reichstag der Weimarer Republik an. 1920 wurde er im Wahlkreis 22 (Hessen-Darmstadt) für die Deutschnationale Volkspartei gewählt. Auch in den beiden Wahlen 1924 trat er im (in Wahlkreis 33 umbenannten) Wahlkreis Hessen-Darmstadt für die DNVP an und wurde gewählt. 1928 wurde er im gleichen Wahlkreis für die Christlich-Nationale Bauern- und Landvolkpartei und 1930 für die Liste Deutsches Landvolk (Christlich-Nationale Bauern- und Landvolkpartei) gewählt.

## Sonstige Ämter
Ab 1893 war Dorsch Vorsitzender des Turngaus Wetterau.